# Amelia Earhart
Pour les articles homonymes, voir Earhart.
Amelia Mary Earhart, connue également sous le nom de Lady Lindy, née à Atchison (Kansas) le 24 juillet 1897 et disparue dans l'océan Pacifique le 2 juillet 1937, est une aviatrice américaine.
Elle est célèbre notamment pour avoir été, en juin 1928, la première femme à traverser l'océan Atlantique en avion puis, en 1932, la première femme à le traverser en solitaire.

## Jeunesse et formation

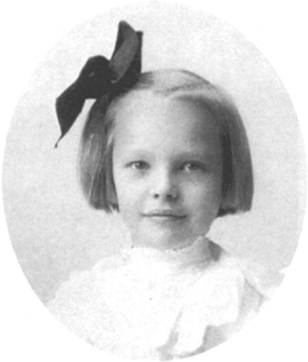
Amelia Earhart, enfant.

Amelia Mary Earhart, fille de Samuel « Edwin » Stanton Earhart (1868-1940) et d'Amelia « Amy » Otis Earhart (1869-1962), est née à Atchison, Kansas,, dans la maison de son grand-père maternel, Alfred Gideon Otis (1827-1912). Celui-ci était un ancien juge fédéral américain, président de l’Atchison Savings Bank et citoyen important d'Atchison. Alfred Otis n'avait pas approuvé le mariage et n'était pas satisfait du progrès d'Edwin dans ses études d'avocat.
Amelia reçut les prénoms de ses deux grand-mères (Amelia Josephine Harres et Mary Wells Patton), conformément à la tradition familiale.
Depuis un âge précoce, Amelia, surnommée « Meeley » ou « Millie », fut une meneuse. Sa jeune sœur, née deux ans après elle, Grace Muriel Earhart (1899-1998), surnommée « Pidge », se comportait en suiveuse fidèle.
Les deux filles continuaient à répondre à leurs surnoms bien après être entrées dans l'âge adulte.
Leur comportement était non conventionnel, puisque par exemple Amy Earhart ne voyait pas la nécessité d'élever ses enfants comme des « gentilles petites filles ».
Après ses études secondaires à la Hyde Park Academy High School (en), elle rejoint sa sœur à Toronto en Ontario.
Durant la Première Guerre mondiale, elle s'engage en 1916 comme aide soignante dans le Voluntary Aid Detachment (VAD), elle travaille pour la Croix-Rouge de Toronto,, puis au Spadina Military Hospital installé dans le Knox College, Toronto,.
La guerre finie, Amelia reprend des études à l'université Columbia de New York, où elle suit des cours de préparation à la médecine.
En 1920, un baptême de l'air lui donna la passion pour le vol. Elle devient élève infirmière, puis, en 1925, assistante sociale, et, dans l'intervalle, se paya des leçons de pilotage, économisant assez d'argent pour s'acheter un biplan jaune vif, qu'elle nomma pour cette raison le Canary,.
Le 22 octobre 1922, Earhart atteignit l'altitude de 4 300 m, record pour une aviatrice à cette époque.

## Célébrité

### Vol transatlantique de 1928

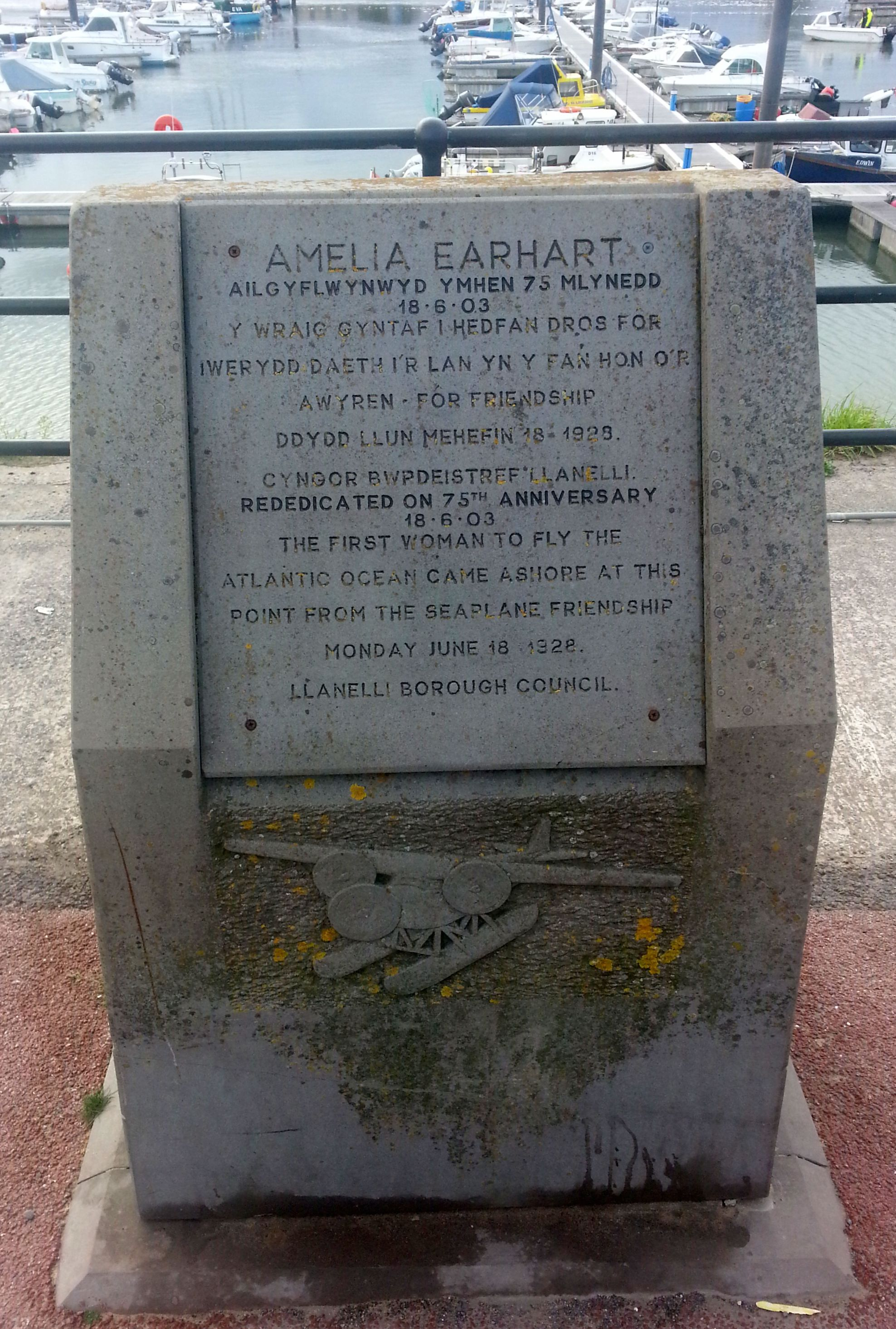
Plaque commémorative à Burry Port.

Après le premier vol New York-Paris de Charles Lindbergh en 1927, l'idée naquit dans l'esprit des éditeurs qui avaient publié le récit de sa traversée, en particulier George P. Putnam, qu'un retentissement semblable pourrait accompagner la première traversée de l'Atlantique effectuée en avion par une femme. Plusieurs avaient eu cette idée et l'aventure restait risquée : au cours des douze mois qui suivirent, cinq femmes tentèrent l'aventure, toutes échouèrent et sur les cinq, trois disparurent purement et simplement en mer.
C'est ainsi qu'Amelia fut contactée, en avril 1928, par Hilton Railey, collaborateur de Putnam, qui lui demanda « Aimeriez-vous être la première femme à traverser l'Atlantique en avion ? ». Son rôle devait, au cours du vol, se limiter à tenir le journal de bord du trimoteur Fokker F.VIIb/3 « Friendship » piloté par Wilmer Stultz, lui-même assisté par le copilote et mécanicien Louis Gordon. Parti de Trepassey, Terre-Neuve, le 17 juin 1928, le trio amerrit près de Burry Port, au Pays de Galles, après 20 h 40 min de vol. Amelia déclara sans fard à l'arrivée qu'elle n'avait été dans cette traversée qu'un « sac de pommes de terre », ajoutant tout de même que peut-être elle essaierait de la refaire seule un jour.
Elle n'en reçut pas moins un accueil triomphal en Angleterre quand, après qu'on l'eut ravitaillé en carburant, le trimoteur y arriva le 19 juin. Le trio eut droit à une ticker-tape parade lors de son retour à New York et fut reçu à la Maison-Blanche par le président Coolidge. Amelia était désormais une aviatrice célèbre.

### Vol transatlantique en solitaire de 1932

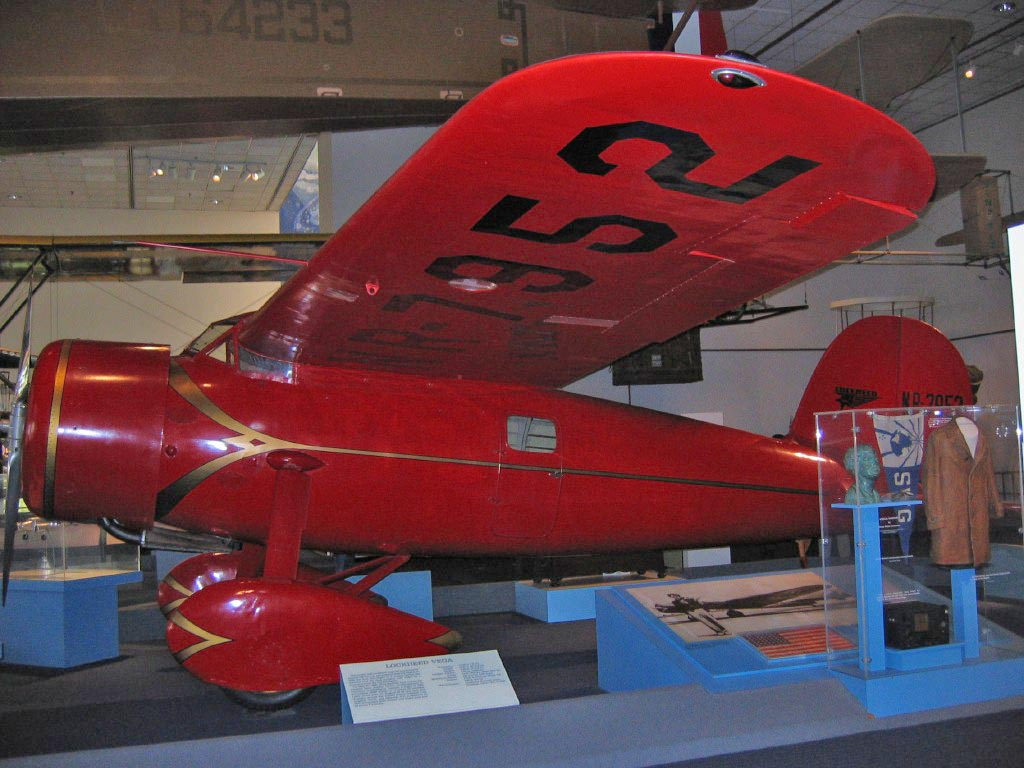
Le Lockheed Vega 5B d'Amelia Earhart exposé au National Air and Space Museum.

Réalisant la promesse qu'elle s'était faite en 1928, Earhart décolla le matin du 20 mai 1932 de Harbour Grace (province de Terre-Neuve-et-Labrador) à bord d'un Lockheed Vega et après un vol en solo de 14 h 56 min se posa dans un pré à Culmore, au nord de Londonderry, en Irlande du Nord. Elle devint de ce fait la première femme à traverser seule l'océan Atlantique en avion.

### Premier vol en solitaire entre Hawaï et la Californie de 1935
Le 11 janvier 1935, elle réalise le tout premier vol en solitaire d'Hawaï à la Californie,, sans souci, après plusieurs vaines tentatives d'autres aviateurs.

## Tour du monde de 1937 et disparition

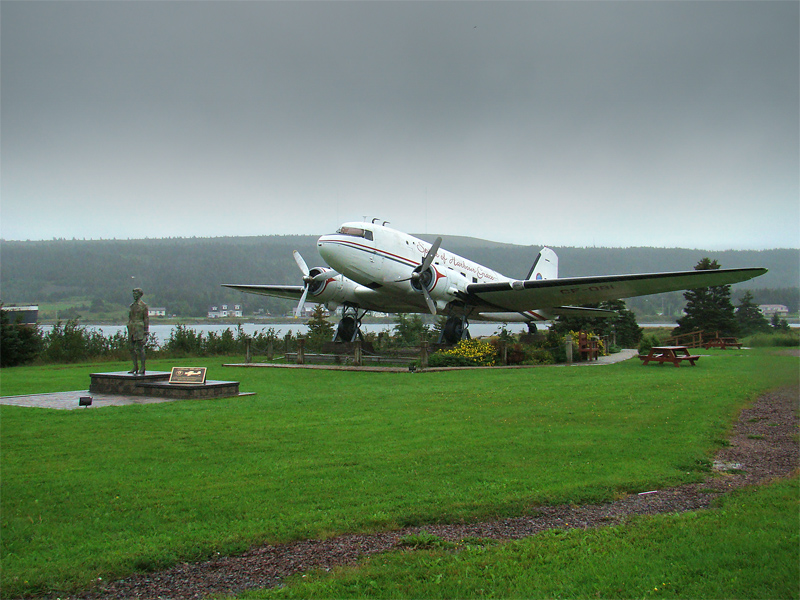
Monument à Harbour Grace (Terre-Neuve-et-Labrador).

Son plan de vol.

### Déroulement du dernier vol
Amelia Earhart disparut le 2 juillet 1937, après avoir été vue pour la dernière fois à Lae en Papouasie-Nouvelle-Guinée alors qu'elle tentait, avec son navigateur Fred Noonan, de faire le tour du monde par l'est, en passant par l'équateur, sur un bimoteur Lockheed Electra 10-E.

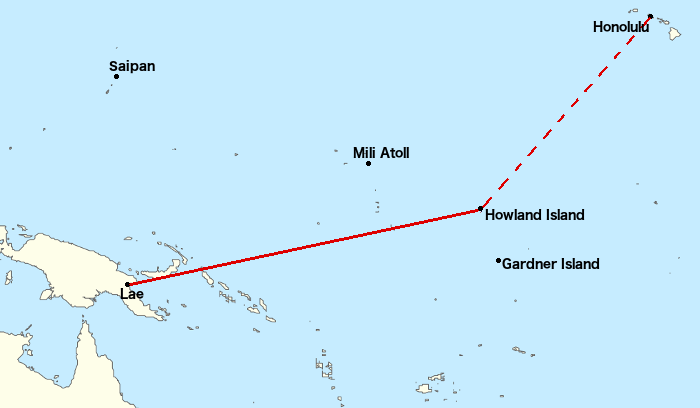
Le vol d'Amelia Earhart était prévu de l'aérodrome de Lae à l'île Howland, un voyage de 4100 km. Cette étape était la plus longue du plan de vol, la longueur était proche du rayon d'action de l'avion, la destination étant une île minuscule dans un vaste océan.

Une piste avait été aménagée sur la minuscule île Howland, au milieu du Pacifique, pour permettre une étape indispensable entre l'aérodrome de Lae et Hawaï, mais l'avion n'y arriva jamais. Les garde-côtes des États-Unis y avaient envoyé un navire muni d'équipement radio, l’Itasca (en). À 19 h 12 GMT, 7 h 42, heure locale, l'Itasca reçut le message « Nous devrions être au-dessus de vous, mais nous ne vous voyons pas. Le carburant commence à baisser », à 19 h 30 GMT, 8 h « Nous vous entendons mais n'arrivons pas à relever un minimum, s'il vous plaît faites un relèvement sur nous et répondez sur 3105 en phonie », à 20 h 13 GMT, 8 h 43, heure locale, « KHAQQ à Itasca, nous sommes sur la droite 157 337, nous répéterons ce message sur 6 210 kilocycles, attendez... », enfin à 8 h 55 (heure locale, affirmée par le Commandant Thompson et notée par les correspondants de presse Howard Hanzlick de l'United Press et James Carey de l'Associated Press, en contradiction avec le 8 h 43 des opérateurs radio sur son dernier message) « Nous cherchons vers le nord et vers le sud ». Une note manuscrite de James Carey indique :

« 8:55 – last on

Ran out gas about 8:20

9:00 – still on air – »

La « droite 157 337 » a le sens clair d'une droite de hauteur. L'observation du soleil à son lever, à l'azimut 67°, avait sans doute permis à Noonan de préciser la position de l'avion dans cette direction et de savoir, en traçant sur la carte une droite parallèle passant par Howland, quelle distance restait à courir pour que le but se trouve quelque part dans la direction exactement perpendiculaire, 157 ou 337°. Soit que le point astronomique de Noonan fût trop imprécis, soit que l'avion ait été décalé trop loin, à droite ou à gauche, sur la droite en question, cette méthode ne suffit pas à Earhart et Noonan pour rejoindre Howland. L'équipage de l'Itasca ne vit ni n'entendit jamais l'avion.
Conscients des risques que comportait la méthode, les aviateurs comptaient sur l'aide radiogoniométrique de l'Itasca pour situer plus sûrement Howland dans la dernière partie du vol. Cependant ni l'avion, ni le patrouilleur ne réussirent à faire un relèvement, encore moins à communiquer. Amelia en fut donc réduite à voler le long de la droite de hauteur transportée sur Howland pour chercher l'île à vue. Son message « Nous cherchons vers le nord et vers le sud » semble indiquer que, logiquement, la recherche fut initiée vers le nord-nord-ouest (cap 337°), avant de rebrousser chemin vers le sud-sud-est (cap 157°) où, en dernier ressort, les aviateurs pouvaient espérer atteindre les îles Phœnix.
Des hypothèses variées ont été émises sur la disparition de l'Electra, la première d'entre elles étant son écrasement en mer, loin de toute terre, une fois le carburant épuisé. Une autre hypothèse repose précisément sur l'observation qu'en partant de Howland, presque au cap 157° se trouve l’atoll Gardner (aujourd'hui Nikumaroro, Kiribati) et que le platier récifal de celui-ci, découvert à marée basse, offre une surface suffisamment lisse pour y permettre un atterrissage. Amelia y aurait posé l’Electra, sans réussir ultérieurement à le rapprocher de la terre ferme et à le mettre ainsi à l'abri de la marée, soit qu'il eût été endommagé dans l'atterrissage, soit qu'une jambe de train fût restée coincée dans une crevasse du récif.

### Recherches et hypothèses

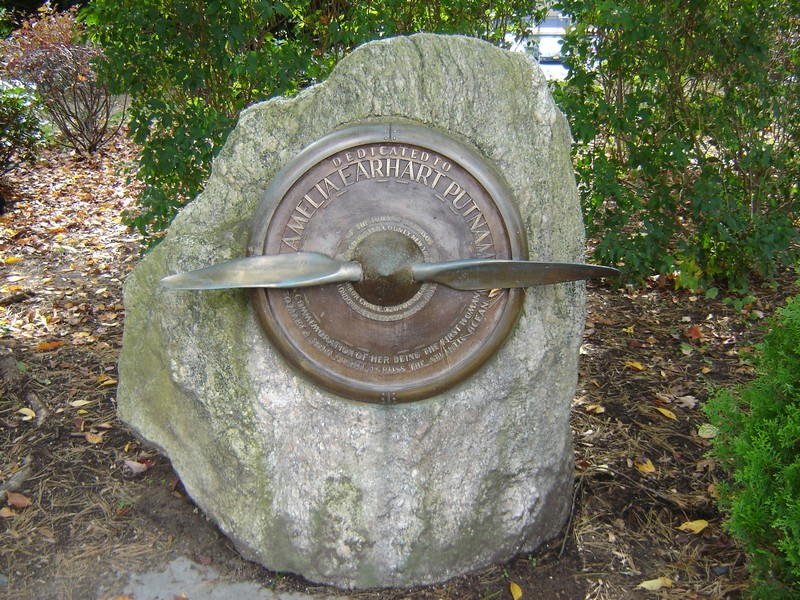
Monument à la mémoire d’Earhart à Harrison (New York) 10528, dans la rue qui porte maintenant son nom.

Le gouvernement américain, le président Roosevelt en tête, lança une dizaine de navires et une cinquantaine d'avions à la recherche d'Earhart et Noonan, durant quatre mois. Aucune trace de leur appareil ne fut détectée, pas plus que ne furent recueillis de témoignages sur les dernières îles qu'ils auraient pu survoler.

#### Premières recherches et abandon de l'hypothèse d'un atterrissage aux îles Phœnix
Lorsqu'à 10 h 40, heure locale, le 2 juillet les autorités furent certaines que l'avion n'était plus en l'air, l'Itasca appareilla immédiatement pour se mettre à sa recherche, d'abord dans le nord-ouest de Howland,. Le soir du 2 juillet, un hydravion Catalina décollait de Pearl Harbor en direction de Howland, mais dut rebrousser chemin à cause du mauvais temps et rentra bredouille à sa base après un vol héroïque de 24 h 3 min. À 23 h 12 GMT le 3 juillet, le cuirassé USS Colorado appareillait d'Hawaï et pouvait, à partir du 7 juillet, lancer ses trois hydravions en reconnaissance au-dessus des îles Phœnix, où il était logique de penser, celles-ci se trouvant sur la même droite 157-337 qu'Howland, qu'Amelia Earhart avait pu aboutir. Dans son rapport, le lieutenant Lambrecht note à propos du survol de l'île Gardner (aujourd'hui Nikumaroro) le 9 juillet que « ... des signes d'occupation récente étaient clairement visibles, mais des survols répétés ne réussirent pas à provoquer la moindre réaction de réponse de la part d'éventuels habitants, si bien que nous conclûmes qu'il n'y avait personne ». Sauf pendant le séjour transitoire des rescapés du naufrage du cargo Norwich City en 1929, l'île n'avait plus eu d'habitants depuis 1892. Le commandant du Colorado nota quant à lui dans son rapport qu'aucun signe d'habitation n'avait été observé sur Gardner et télégraphia le 10 juillet à l'amiral Murphin que toutes les îles Phœnix avaient été localisées et soigneusement fouillées à la recherche de traces d'Amelia Earhart ou d'habitants. L'US Navy conclut qu'Earhart et Noonan avaient disparu en mer.

#### Messages radio postérieurs à la disparition
De nombreux opérateurs radio rendirent compte, dans les heures qui suivirent la disparition, de la réception de messages qui pouvaient avoir été émis par Earhart et Noonan. Ces messages devaient être considérés avec précaution, car des messages demandant des nouvelles des aviateurs pouvaient avoir été interprétés comme des messages émis par eux. Certains de ces messages pouvaient aussi être des faux délibérés. L'hypothèse que quelques messages fussent authentiques, associée à l'information, fournie par les ingénieurs de Lockheed, que l'avion ne pouvait émettre que s'il était posé sur la terre ferme et en état de faire tourner le moteur tribord (droit) pour recharger ses batteries, fut un des motifs de la reconnaissance entreprise par le Colorado dans l'archipel des îles Phœnix. Le seul message que reçut un service officiel fut, le soir du 4 juillet, un message maladroitement codé en morse que les opérateurs de l'US Navy à Wailupe (Hawaï) transcrivirent comme une suite de mots sans sens clair (et donc intraduisible) : « 281 north Howland call KHAQQ beyond north don’t [or won’t] hold with us much longer above water shut off »,. Les trois premiers mots provoquèrent un regain d'intérêt pour la zone située au nord de Howland, sans considération pour la possibilité que l'opérateur maladroit ait pu vouloir coder tout autre chose que "281 N". Les opérateurs de la Pan Am avaient quant à eux obtenu depuis les îles Mokapu, Midway et Wake des relèvements radiogoniométriques convergeant sur l'archipel des îles Phœnix.
Des messages captés par des radioamateurs sur le continent américain donnèrent lieu dans certains cas à des articles dans les journaux locaux. D'autres restèrent longtemps inconnus. En 2000, l'International Group for Historic Aircraft Recovery (TIGHAR) fut contacté par Betty Klenck, une ancienne habitante de St. Petersburg (Floride) qui, en juillet 1937, avait noté ce qu'elle avait pu comprendre d'un message qu'elle avait immédiatement attribué à Amelia Earhart. Les notes de Betty, qui ont été conservées, évoquent de façon répétée la montée de l'eau et « quelque chose qui, à l'oreille, ressemblait à « New York City  » ». Le père de Betty Klenck, alors adolescente, avait alerté les garde-côtes, qui lui avaient répondu que le gouvernement avait des bateaux sur zone et que tout était sous contrôle.
Amelia Earhart fut déclarée officiellement morte le 5 janvier 1939.

#### Découvertes ultérieures et recherches modernes
En 1940, un officier britannique, Gerald Gallagher (en), trouva sur Nikumaroro treize os, dont un crâne, les restes d'une chaussure d'homme et d'une chaussure de femme ainsi qu'une boîte de sextant. Il les envoya aux îles Fidji où le docteur Hoodless, médecin principal de l'École de médecine des îles Fidji, crut pouvoir conclure que les os étaient ceux d'un homme, d'environ 1,66 m. Ces restes ayant été, depuis, égarés, TIGHAR demanda en 1998 à deux anthropologues médico-légistes de réanalyser les mensurations consignées par le Dr Hoodless. Ceux-ci conclurent que les os étaient plus probablement ceux d'une femme que d'un homme et plus probablement d'origine nord-européenne. En décembre 2010, une équipe universitaire annonçait avoir trouvé, dans la zone de l'île où les restes avaient été précédemment découverts, trois fragments d'os qui auraient pu être ceux d'un doigt humain mais une analyse ADN ne permit pas de confirmer que ces fragments fussent d'origine humaine.
Les conclusions de l'étude de 1998 ayant été contestées, Richard L. Jantz reprend, en 2017, l'analyse des mesures effectuées par Hoodless en les rapprochant de ce qu'on peut savoir de la morphologie d'Amelia Earhart, à partir de ses photographies et de ses vêtements qui ont été conservés. Cette étude l'amène à estimer que les os trouvés à Nikumaroro en 1940 correspondent « davantage au squelette d’Amelia Earhart qu’à 99 % d’autres individus quelconques ». L'attribution initiale des restes à un squelette masculin peut, d'après lui, s'expliquer par la morphologie particulière d'Amelia Earhart, qui avait les hanches étroites et des jambes solides. Jantz conclut « qu'il faudrait désormais une preuve radicale que les os trouvés en 1940 n'étaient pas ceux d'Amelia Earhart pour invalider la conclusion à laquelle mène aujourd'hui, de la façon la plus probante, l'examen des éléments disponibles : ces os étaient les siens ».
En août 2012, des chercheurs crurent avoir repéré à l'ouest de Nikumaroro, sous l'eau, des débris qui pourraient provenir de l'avion d'Earhart et Noonan, notamment des éléments ressemblant aux restes d'un train d'atterrissage. Ces indices corroboraient l'idée selon laquelle l'avion pouvait avoir atterri sur le platier de corail bordant l'île et aurait ensuite été emporté par la marée, de la même façon que le bimoteur General Aircraft Croydon, qui s'était égaré au-dessus de la mer de Timor en septembre 1936,.
En 2018, les archives révèlent que le numéro 1542 inscrit dans la boîte de sextant trouvée en 1940 est celui d'un instrument ayant fait partie de l'équipement embarqué à bord de l'USS Bushnell (en) en 1939. À moins donc que ce sextant ne se fût pas trouvé dans sa boîte et que, par extraordinaire, celle-ci eût été en possession de Noonan et d'Earhart en 1937, cette boîte n'a finalement rien à voir avec la tentative de tour du monde d'Amelia Earhart.

#### Expédition Ballard
En août 2019, Robert Ballard, connu pour avoir retrouvé l'épave du Titanic, dirige une expédition dont l'objectif principal est, par une exploration sous-marine du pourtour de Nikumaroro, de retrouver les restes engloutis de l'Electra. Cette recherche sous-marine reste infructueuse. Lors de la préparation de l'expédition, l'expert anthropologue Fredrik Hiebert découvre à Tarawa, au musée Te Umanibong, parmi des ossements mélangés, un crâne de femme adulte brisé, dont on suppose un moment qu'il peut être celui qui avait été trouvé en 1940 à Nikumaroro. L'expertise de ces débris, démontre cependant que c'est une fausse piste et qu'il s'agit des restes d'une jeune femme polynésienne ayant vécu aux Kiribati il y a 1 000 ans,.

### Trente ans d'enquête sur Nikumaroro

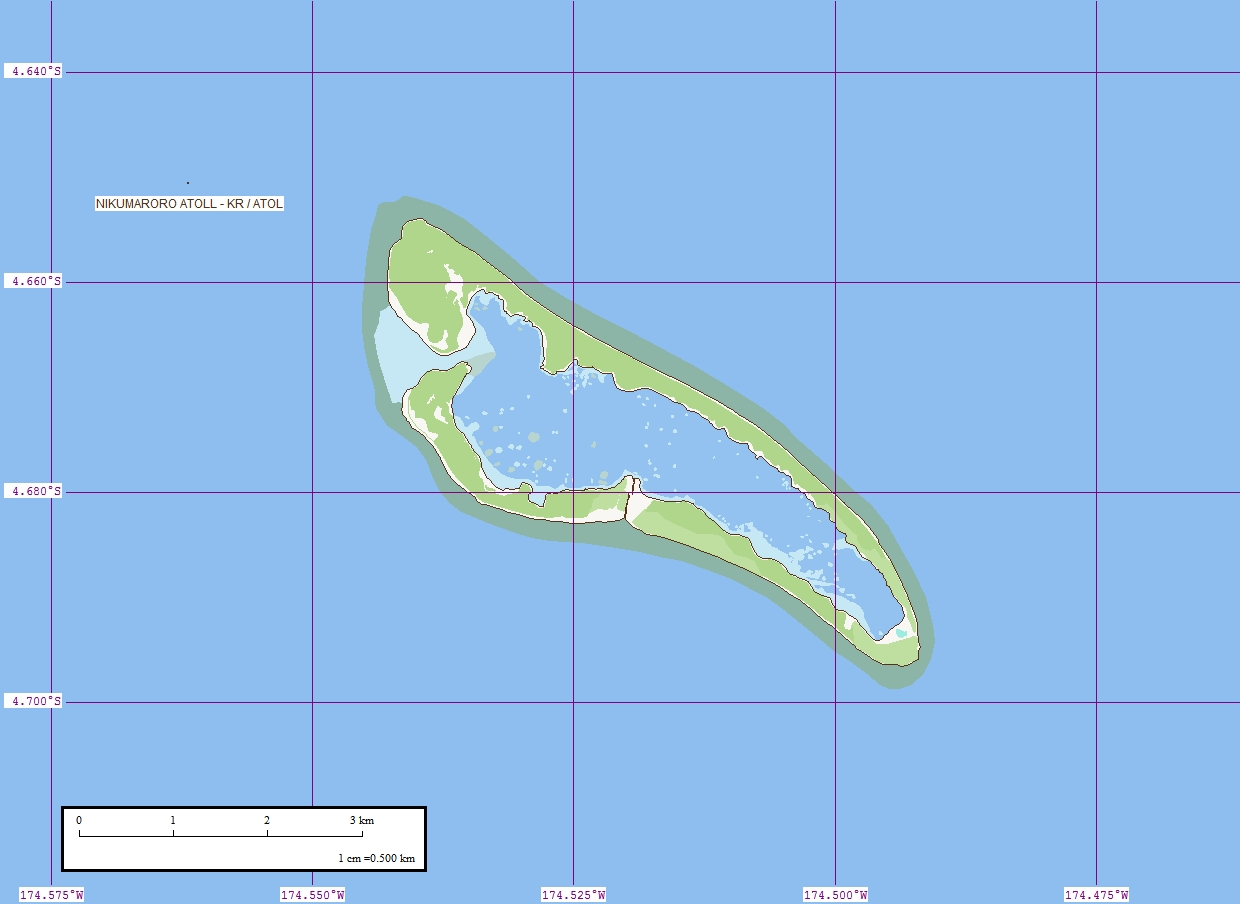
Carte de Nikumaroro (on voit la passe de Tatiman et plus au sud la passe étroite de Baureke

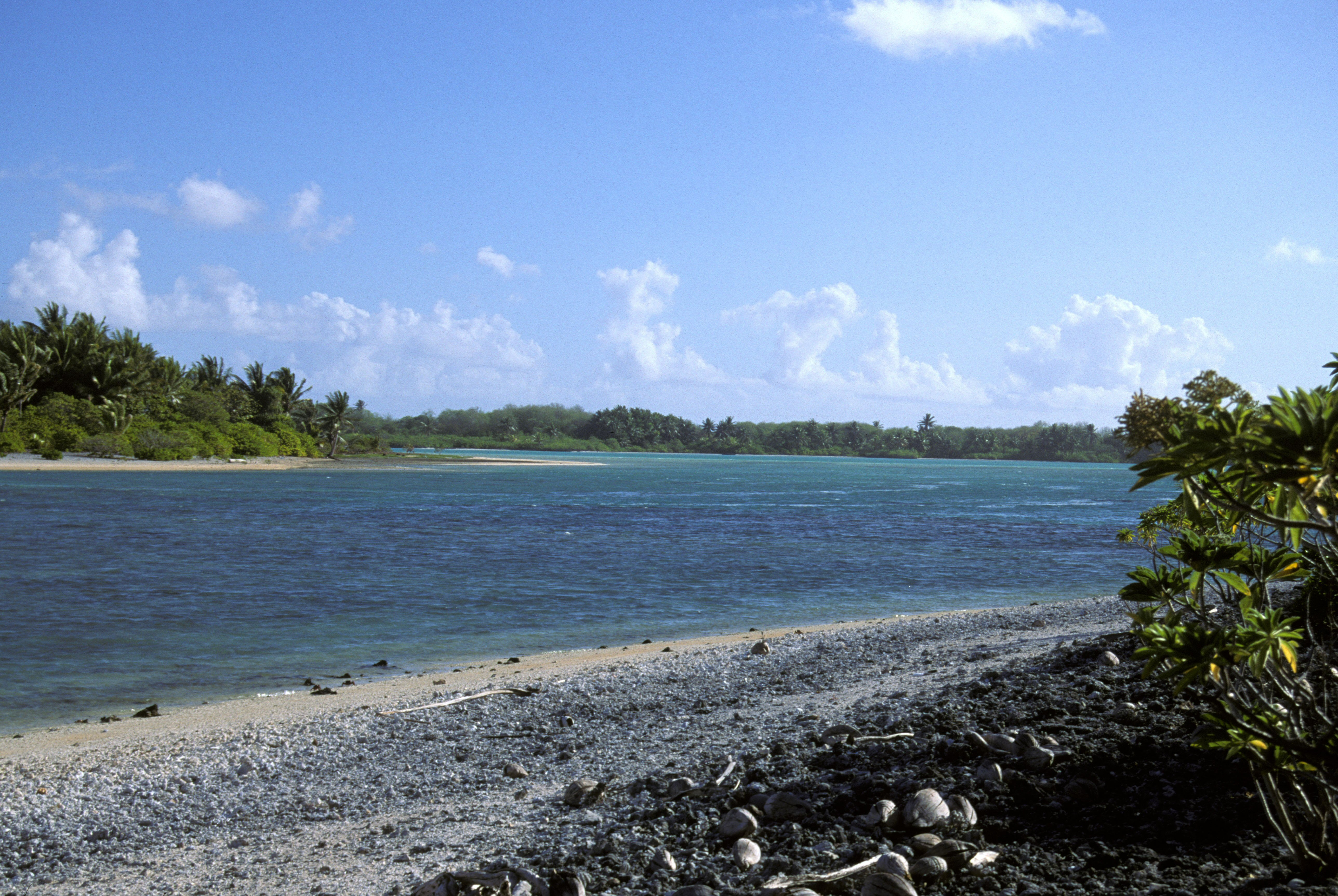
Entrée du lagon de Nikumaroro (Tatiman passage), vue vers Taraïa)

#### Les recherches de TIGHAR
L'association International Group for Historic Aircraft Recovery (TIGHAR), dont la vocation est de retrouver les avions historiques perdus (et qui a notamment, au début des années 1980, recherché l'Oiseau blanc de Nungesser et Coli), s'intéresse, à partir de 1988, à la disparition d'Amelia Earhart. Une première expédition est lancée en 1989 vers Nikumaroro, qualifié de lieu le plus indiqué pour des recherches et « où personne n'a jamais cherché ».
À l'occasion de neuf expéditions, la dernière ayant eu lieu en 2017, TIGHAR accumule les indices, remet au jour les archives de la période britannique qui permettent de reconstituer l'histoire des ossements découverts sur l'île en 1940, mais n'arrive pas à déterminer ce qu'ils sont devenus après 1941.

#### Étude corrélée des messages radio postérieurs à la disparition
TIGHAR établit également une base de données des messages radio reçus à partir du 2 juillet 1937 et les jours suivants, dont le message entendu par Betty Klenck n'est que le plus remarquable (quoique non précisément daté), avec une évaluation de leur crédibilité. La corrélation des messages crédibles avec des périodes de basse mer, principalement nocturnes, entrecoupées de périodes d'une heure et demie de silence, apparaît cohérente avec l'hypothèse que ces messages étaient émis de l'Electra immobilisé sur le platier de corail, que l'alimentation de son poste émetteur ne pouvait être assurée que lorsque le niveau de l'eau était suffisamment bas pour que les aviateurs pussent en faire tourner le moteur droit, que des périodes d'arrêt étaient néanmoins nécessaires pour éviter un échauffement excessif et que les températures nocturnes étaient seules compatibles avec l'opération. Le niveau de plus en plus élevé des pleines mers, du 2 au 8 juillet, indique que l'émetteur radio a dû être noyé le matin du 7 juillet (de fait les derniers messages plausibles ont été entendus le 6) et rend plausible que l'avion ait fini par être emporté par la marée, une journée, voire quelques heures seulement avant le survol de l'île par les hydravions de reconnaissance du Colorado.

#### Indices matériels
Au cours de ses campagnes de fouilles sur l'île, TIGHAR a recueilli, en particulier au sud-est de l'île sur le site dit « site du 7 » (ainsi dénommé parce que caractérisé, vu d'avion, par une zone déboisée en forme de 7), un certain nombre d'objets qui peuvent être considérés comme autant d'indices de la survie sur Nikumaroro d'au moins un des deux aviateurs. Parmi ceux-ci figurent :
1. les morceaux d'un poudrier composé (nécessaire de maquillage) avec miroir et fard rouge,
2. des morceaux de chaussure de femme,
3. un coulisseau-tirette de fermeture éclair,
4. un bouton,
5. des morceaux d'un couteau de poche fabriqué aux États-Unis et dont Amelia Earhart possédait un exemplaire,
6. les fragments d'un pot de crème anti-taches de rousseur (or il est notoire qu'Amelia n'aimait pas ses taches de rousseur)[66],
7. un fragment de broche ou d'épinglette,
8. des bouteilles brisées d'origine américaine, dont deux partiellement fondues ensemble dans les restes d'un des feux de camp inventoriés.

Le « site du 7 » peut avoir été considéré par un ou des naufragés comme particulièrement favorable à l'établissement d'un campement. Bien que situé dans le sud-est de l'île et éloigné de la zone (hypothétique) de l'atterrissage il offrait à la fois de grands arbres pouvant assurer une protection contre le soleil, des brises marines d'est dominantes et un accès aisé à la fois à la plage de l'océan et à celle du lagon.

#### Les ossements perdus de Nikumaroro
Les ossements examinés par Hoodless comprenaient, :
- (1) un crâne avec l'os zygomatique-malaire brisé ;
- (2) une mandibule (mâchoire inférieure) avec seulement quatre dents en place ;
- (3) une partie de l’omoplate droite ;
- (4) la première vertèbre thoracique ;
- (5) une portion de côte (? la 2e côte droite) ;
- (6) l’humérus gauche ;
- (7) le radius droit ;
- (8) un os non-dénommé droit ;
- (9) le fémur droit ;
- (10) le fémur gauche ;
- (11) le tibia droit ;
- (12) le péroné droit ;
- (13) l’os scaphoïde du pied.

Les ossements ont été perdus, peut-être ont-ils été tout simplement enterrés sans autre forme de procès lorsque l'affaire fut considérée comme classée en 1941. C'est la solution qu'avait adoptée l'administrateur autochtone Magistrate Teng Koata de Nikumaroro lorsqu'il fit inhumer, début 1940, le crâne retrouvé sur le site du 7, sans prévenir sa hiérarchie de la découverte. L'administrateur britannique qui lui succéda en 1940, Gerald Gallagher, le fit exhumer, rendit compte et procéda à de nouvelles trouvailles permettant de reconstituer un squelette incomplet associé à de nouveaux artéfacts. Sa hiérarchie demanda d'exercer la plus grande discrétion et d'expédier les restes aux Fidji pour expertise médico-légale à l'école de médecine des Fidji. Cette expertise, effectuée par le Dr Hoodless, déclara que ces restes étaient sans doute possible ceux d'un homme, probablement européen ou métis, de petite taille. Un cercueil spécial avait été fabriqué à Nikumaroro, sur ordre de Gallagher, pour leur transport.
Les recherches minutieuses et systématiques de TIGHAR à Tarawa et aux Fidji pour les retrouver n'ont donné aucun résultat. Les fouilles menées sur le site du 7 n'ont permis de retrouver ni dents, ni ADN utilisable. L'expertise du crâne retrouvé en 2019, brisé, dans un musée à Tarawa montre que ce n'est pas le bon,.

#### Deep Sea Vision
Le 27 janvier 2024, Tony Romeo, un ancien membre de l'U.S. Air Force, annonce avoir trouvé ce qui ressemble à l'épave du Lockheed Electra 10-E d'Amelia Earhart dans les parages de l'île Howland. Les images sonar obtenues par sa société d'exploration sous marine Deep Sea Vision montrent en effet un objet dont la forme peut évoquer celle d'un avion gisant à 5 000 mètres de profondeur. Des doutes apparaissent immédiatement quant à la pertinence de cette annonce,, l'image obtenue évoquant davantage, s'il faut y voir la forme d'un avion, celle d'un avion à ailes en flèche prononcée, tel l'ancien chasseur-bombardier embarqué FJ-4 Fury. De fait, un examen à plus haute résolution révèle dans l'année que l'image obtenue n'est que celle d'un ensemble rocheux à la forme particulière.

#### Épilogue
Pour gagner du poids et de la place dans un avion lourdement chargé d’essence, il est prouvé que lors de sa première tentative de tour du monde, au printemps 1937, Amelia Earhart n'emportait pas de canot de sauvetage. On peut donc penser qu'elle n'en avait pas non plus lors de sa disparition. Des parachutes avaient été mis à bord en Australie, cependant les auteurs du documentaire Last flight monté juste après la disparition y ont affirmé que ces parachutes avaient été finalement débarqués.
Un élément a peut-être joué un rôle fatal : l’antenne de réception radio de l’Electra située sous le fuselage fut, sans que les aviateurs en fussent conscients, arrachée au décollage de Lae. Cette antenne ventrale fut transitoirement remplacée par l’antenne cadre du radiogoniomètre lorsqu'Amelia chercha à faire elle-même un relèvement sur l'Itasca. De fait ce fut la seule fois qu'elle entendit quelque chose, mais ayant par ailleurs demandé à l'Itasca d'émettre sur une fréquence en fait trop élevée pour que l'antenne cadre joue son rôle de détecteur directionnel, elle fut incapable d'obtenir le relèvement espéré. En rebranchant ensuite son récepteur sur l'antenne ventrale, absente, elle se priva définitivement de la possibilité d'entendre le patrouilleur.
Ayant examiné les documents accessibles : le flux des messages échangés, les journaux des bateaux, les rapports officiels et les courriers personnels, TIGHAR montre les raisons pour lesquelles les recherches de l’US Navy ont échoué. À rebours de la version officielle selon laquelle « les recherches menées par l'US Navy furent un effort humanitaire bien organisé dont l'échec n'est imputable qu'au fait que l’avion s’est écrasé et a coulé en mer sans laisser de trace », TIGHAR conclut que « La réaction de l’US Navy à la disparition d’Amelia Earhart n’a été ni bien organisée, ni mal organisée. Elle n’a pas été organisée du tout. ».

### Autres hypothèses
Depuis 1937, en l'absence de trace de l'avion, plusieurs hypothèses ont été émises, supposant que la mort de l'aviatrice n'était pas due à un banal accident. Aucune de ces hypothèses, détaillées ci-dessous, n'a pu être prouvée, vérifiée ou confirmée :
- Le tour du monde aurait été un prétexte pour un vol d'espionnage (semblable à celui de l'U2), dont le gouvernement américain aurait chargé Earhart, au-dessus des installations japonaises du Pacifique. Repéré, l'avion aurait été abattu par la DCA nippone près des îles Marshall. Si elle a été capturée, Earhart serait décédée à Saipan en captivité, ou aurait été emmenée à Tokyo pour servir de monnaie d'échange. Elle aurait permis à l'empereur de rester au pouvoir après 1945, et aurait pris de son côté l'identité d'Irene Craigmile, nom qu'elle aurait porté jusqu'à sa mort en 1982[79],[80].
- Amelia aurait été capturée par les Japonais, qui l'utilisèrent durant toute la durée du conflit, en compagnie d'autres prisonnières anglo-saxonnes et nippones anglophones, sous le pseudo de Tokyo Rose en tant qu'arme psychologique ou de propagande pro-nippone, dans le but de démotiver les Marines via les commentaires radiodiffusés où étaient suggérés, entre morceaux de jazz et « tubes » du moment, l'infidélité de leurs compagnes restées au pays et la crédulité des engagés, utilisés comme de la chair à canon. Un récent avatar de cette théorie est constitué, en 2017, par un documentaire du History Channel intitulé Amelia Earhart: The Lost Evidence, où l'on prétend reconnaître, parmi des personnages photographiés à la fin des années 1930 sur le port de Jaluit aux îles Marshall, Earhart et Noonan[81]. Mais il apparaît après coup que la photographie a été publiée à Tokyo en 1935[82].
- Elle aurait survécu, après un atterrissage de fortune, sur une île du Pacifique en compagnie d'autochtones.

## Exploits et records
- Record d'altitude féminin : 14 000 pieds (4 267,2 mètres) (1922)

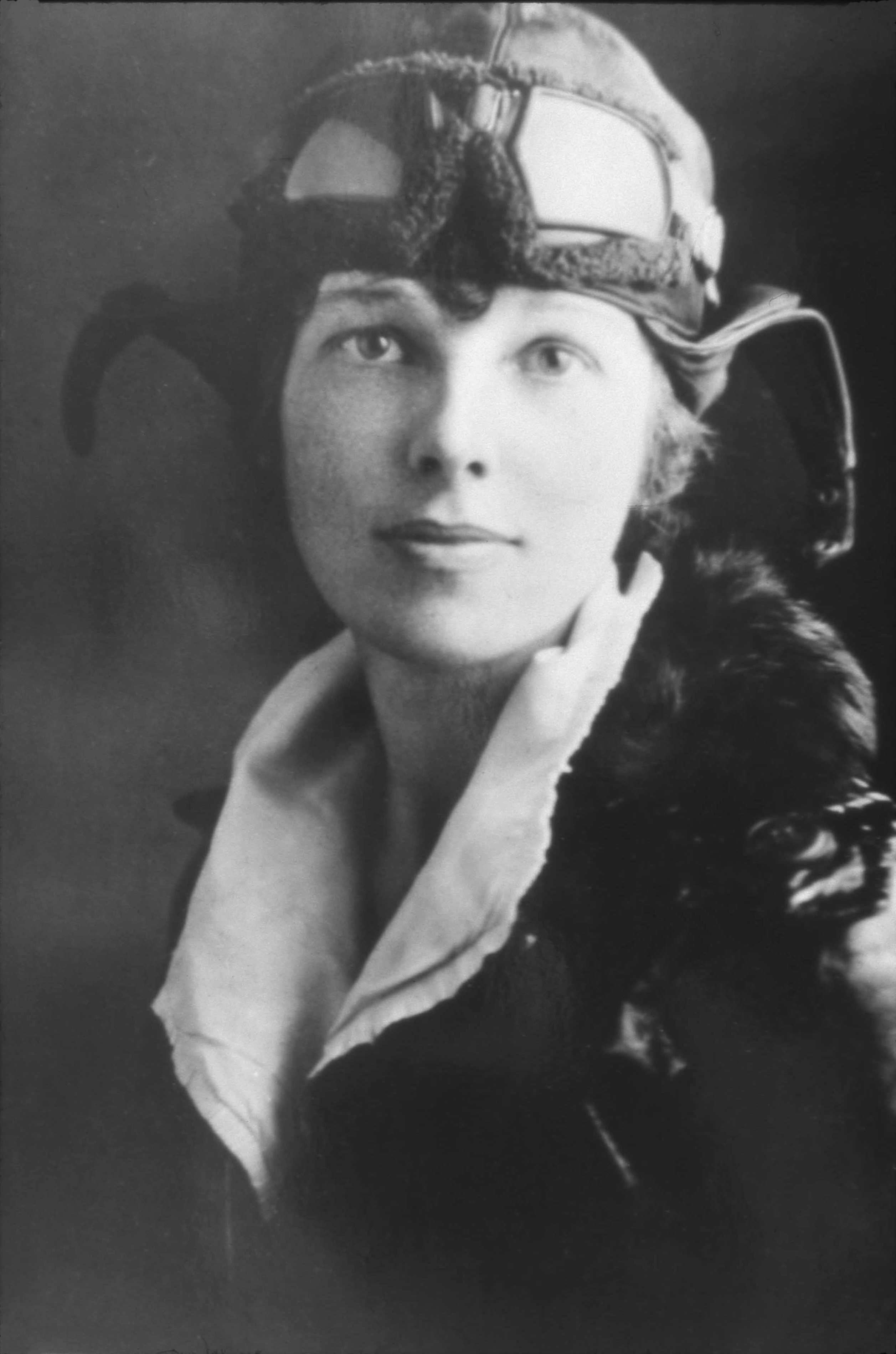
Amelia Earhart en tenue de pilote.

- Première femme à traverser l'océan Atlantique en 1928 (pilote Wilmer Stultz et copilote Louis Gordon)
- Première femme à traverser les États-Unis en solitaire, de New York à Los Angeles aller et retour (1928)[83]
- Première femme à piloter un autogire et record d'altitude (15 000 pieds) (4 572 mètres) (1931)
- Première personne à traverser les États-Unis en autogire (1932)
- Première femme à traverser l'océan Atlantique en solitaire (20-21 mai 1932)[84] et première personne à le traverser deux fois (1932)
- Première femme à recevoir la Distinguished Flying Cross (1932) ainsi que la médaille d'or de la Société Nationale Géographique.
- Première personne à effectuer un vol en solitaire entre Honolulu (Hawaï) et Oakland (Californie) (le 11 janvier 1935) sans escale.
- Première personne à effectuer un vol en solitaire entre Los Angeles et Mexico (1935) sans escale.
- Première personne à effectuer un vol en solitaire et sans escale entre Mexico et Newark (New Jersey) (1935) (en 14 heures et 19 minutes).

On l'avait surnommée Miss Lindy, en clin d'œil au vainqueur de l'Atlantique nord Charles Lindbergh, en raison d'une certaine ressemblance physique avec ce dernier.

## Distinctions et hommages
- Décorée le 4 juin 1932 de la Légion d'honneur par le ministre de l'Air Paul Painlevé[85],[86]
- Elle est inscrite au National Women's Hall of Fame.
- Le pic Amelia Earhart, en Californie, porte son nom.
- Earhart (un petit satellite naturel de Saturne), Earhart Corona (une corona de la planète Vénus)[87] et (3895) Earhart (un astéroïde de la ceinture principale), sont nommés en son honneur.
- Google lui rend hommage le 24 juillet 2012 avec un « doodle » à son effigie[88].
- Le graphiste Stan Herd (en) a dessiné, au sud de la ville d'Atchison (Kansas) et sur 4 000 m2, un portrait géant de l'aviatrice, en utilisant 50 t de pierres pour le visage et 500 genévriers rampants, ainsi que d'autres plantes, pour les lunettes et le casque. Il est visible aux coordonnées 39.537645, -95.145180[89] ou 39°32'15.34"N et  95°08'42.51"O
- Une bourse Amelia Earhart a été créée par le Zonta International en 1938, en hommage à la pilote et « zontienne ». Une bourse de 10 000 dollars US est décernée chaque année à 30 femmes doctorantes poursuivant en sciences appliquées à l'aérospatiale ou en génie appliqué à l'aérospatiale. Depuis la création du programme en 1938, le Zonta a attribué 1 573 bourses Amelia Earhart, totalisant plus de 10 millions de dollars américains, à 1 144 femmes de 73 pays. En 2018, la Française Narindra Ranaivomiarana, originaire de Madagascar, a été l'une des lauréates.
- La boîte de Lego « Hommage à Amelia Earhart » (numéro 40450) a été dédiée à Amelia Earhart pour lui rendre hommage lors de la Journée internationale des femmes[90].